# 筑波大学附属聴覚特別支援学校
筑波大学附属聴覚特別支援学校（つくばだいがくふぞく ちょうかくとくべつしえんがっこう、英: Special Needs Education School for the Deaf, University of Tsukuba）は、千葉県市川市国府台に所在する国立特別支援学校（聾学校）。国内で唯一の国立聴覚特別支援学校（聾学校）である。また、日本の聾学校で唯一、造形芸術科、歯科技工科を設置している。（歯科技工科は2022年度をもって生徒募集を停止）

## 概要
1875年（明治8年）5月22日、慶應義塾初代塾長古川正雄（会頭）の発案により、津田仙、中村正直、岸田吟香（書記）、ボルシャルト、ヘンリー・フォールズがフォールズ宅で集まり、盲人学校を設立するための主体「楽善会」が発足。翌年、前島密、小松彰、杉浦譲、山尾庸三が加わっている。1884年（明治17年）、聾唖者の教育も受け入れることとなり訓盲唖院と改称、1886年には楽善会から文部省に移管されて官立学校となり、1888年（明治21年）に東京盲唖学校と改称された。
1909年（明治42年）、盲唖分離が実現して東京盲学校が設立され、翌年に雑司ヶ谷の現在地に移転。東京盲唖学校は東京聾唖学校と改称された。東京聾唖学校は太平洋戦争中に戦災で指ヶ谷校舎を失い、1946年に現校地である千葉県市川市国府台に移転した。
戦後の学制改革では、国立の学校数を減らすことが意図され、東京教育大学の附属学校の一つとなる。その後、筑波大学の設立に伴い1978年に東京教育大学附属聾学校は筑波大学附属聾学校に改称。さらに2007年には従来の「特殊教育」といった呼称などを廃し「特別支援学校」の名を冠する文部省の方針から筑波大学附属聴覚特別支援学校に名称が変更されている。
幼稚部、小学部、中学部、高等部普通科、高等部専攻科（ビジネス情報科、造形芸術科、歯科技工科）を設置している。1886年（明治19年）4月以来、寄宿舎を設置し、高等部普通科からは、全国から生徒を募集している。（2022年度をもって歯科技工科は募集停止）

## 教育
幼稚園、小学校、中学校、高等学校に準ずる教育を行っている。

### 高等部専攻科
- 造形芸術科（2年課程）
- ビジネス情報科（2年課程）
- 歯科技工科 （3年課程）

## その他
- 学校長は筑波大学の教授を兼任している。
- 聴覚障害者の間では「附属」または「附属聾学校」と略し、一方で「聴覚特別支援学校」と改名されたことに抵抗を持つ人もいる[1]。

## 沿革
- 1866年 - 福沢諭吉が「西洋事情」で、外国の盲聾唖教育を紹介した。
- 1871年 - 山尾庸三（工学頭）が盲唖学校創設の建白書を太政官に提出。
- 1875年 - 楽善会（らくぜんかい）が結成される。楽善会は、日本に聾学校や盲学校を作ろうという目的を持った者の集まり。
- 1876年 - 明治天皇が楽善会に金3千円を下賜された。
- 1880年1月5日 - 東京府築地に楽善会訓盲院開校。2月13日、最初の盲生徒2名が入学。6月に聾生徒2名が入学。
- 1884年 - 訓盲院を訓盲唖院に改める。
- 1885年 - 楽善会訓盲院は文部省に移管。
- 1887年 - 官立東京盲唖学校に名称変更。
- 1890年 - 東京都文京区指ヶ谷に移転。
- 1909年 - 官立東京盲学校が誕生。（現在の筑波大学附属視覚特別支援学校）
- 1910年 - 官立東京聾唖学校が誕生。東京盲唖学校はなくなる。師範部を卒業すると聾唖学校の教員資格が得られた。
- 1946年 - 戦災で指ヶ谷校舎を失ったため、千葉県市川市国府台に移転。
- 1949年 - 国立ろう教育学校の附属学校となり、国立ろう教育学校附属ろう学校に名称変更。
- 1950年 - 東京教育大学国立ろう教育学校の附属学校となり、東京教育大学国立ろう教育学校附属ろう学校に名称変更。
- 1951年 - 東京教育大学教育学部附属ろう学校に名称変更。
- 1958年 - 東京教育大学教育学部附属聾学校に名称変更。
- 1960年 - ろう教育研究会（現：聾教育研究会）が本校内におかれた。
- 1971年 - 高等部専攻科歯科技工科を設置。
- 1973年 - 東京教育大学附属聾学校に名称変更。
- 1978年 - 筑波大学に移管され、筑波大学附属聾学校に名称変更。
- 2000年10月 - 創立125周年式典。
- 2003年9月 - フランス国立パリ聾学校と姉妹校提携。フランス国立パリ聾学校は世界初の聾学校。
- 2004年
  - 3月 - 全棟改修記念式典。
  - 4月1日 - 国立大学法人法の施行により、国立大学法人筑波大学附属聾学校となる。
- 2005年5月 - 創立130周年式典。
- 2006年10月 - 第9回アジア太平洋地域聴覚障害問題会議が筑波大学附属聾学校と筑波技術大学が主管校となる。
- 2007年
  - 2月19日 - 秋篠宮文仁親王、同妃紀子が本校を視察。
  - 4月1日 - 文部科学省令の改正により、筑波大学附属聴覚特別支援学校に名称変更。

## 出身者
- 桜井清枝（政治家） - 元白馬村議会議員
- 米内山明宏（演出家） - 専攻科美術科卒、日本ろう者劇団代表
- 井崎哲也（演出家、俳優） - 日本ろう者劇団代表代行
- 今村彩子（映画監督） - 高等部に1年3学期まで在学、豊橋聾学校へ転校
- 那須英彰 中学部から高等部普通科まで在学。
- 松谷琢也 高等部専攻科デザイン科（当時。現在の高等部専攻科造形芸術科）のみ、在学。
- 菊永ふみ

## 関連校
- 東京教育大学
- 筑波大学
  - 筑波大学附属小学校
  - 筑波大学附属中学校・高等学校
  - 筑波大学附属駒場中学校・高等学校
  - 筑波大学附属坂戸高等学校
  - 筑波大学附属視覚特別支援学校（視覚障害）
  - 筑波大学附属大塚特別支援学校（知的障害）
  - 筑波大学附属桐が丘特別支援学校（肢体不自由）
  - 筑波大学附属久里浜特別支援学校（自閉症）